# 신부역
신부역(新富驛)은 지금의 충청남도 천안시 동남구 신부동에 위치했던 안성선의 임시승강장으로, 천안직결선 공사에 따라 안성선과 경부선 직결이 안됨에 따라 임시로 설치되었다. 현재는 흔적이 거의 남아있지 않다. 현재 이 역의 위치는 두정역 인근 컨테이너회사 부근에 위치했을 것으로 추정된다.

## 연혁
- 1978년 10월 29일 : 임시승강장으로 영업 개시[1]
- 1978년 11월 26일 : 폐역